# Conor Murray
Gerard Conor Murray (Limerick, 20 aprile 1989) è un rugbista a 15 irlandese, mediano di mischia del Munster in Pro14.

## Biografia
Proveniente dal St. Munchin's College di Limerick; nipote di Conor "Con" Roche, già pilastro del Munster e figlio di Barbara Murray, internazionale di squash, Murray fa parte, a livello di club, del Garryowen.
Firmò il suo primo contratto professionista nella stagione 2009-10 di Celtic League per la provincia di Munster, debuttando nell'aprile 2010 contro il Connacht, e nella stagione successiva si laureò campione del torneo.
Debuttò in Nazionale nei test di preparazione alla Coppa del Mondo di rugby 2011 a Bordeaux contro la Francia, e fu successivamente incluso nella rosa che prese parte alla competizione mondiale; l'anno successivo vinse il Sei Nazioni 2012 con il Grande Slam e nel 2013 rivinse il torneo.
Nello stesso anno prese parte al vittorioso tour dei British Lions in Australia, scendendo in campo in due dei tre test match previsti contro gli Wallabies.

## Palmarès
- Celtic League: 1
Munster: 2010–11
- United Rugby Championship: 1
Munster: 2022-23